# 2015年大分県知事選挙
2015年大分県知事選挙（2015ねんおおいたけんちじせんきょ）は、大分県における執行機関の一つである大分県知事を改選するために行われた選挙である。第18回統一地方選挙の前半戦投票日である2015年4月12日に投票が行われた。

## 概要
大分県知事の任期4年が満了したことに伴って実施された選挙。今回の選挙は、現職知事の広瀬勝貞に対して共産党新人が挑む一騎討ちだった前回2回（2007年・2011年）の知事選と異なり、大分市長を務めた新人の釘宮磐など4名が挑む構図となった。
また、自由民主党と公明党が広瀬を支援したのに対し、民主党は釘宮を支援。統一地方選として実施された大分を含む10道県知事選挙では北海道と共に与野党対決型の選挙となった。ただし、県民党を掲げる広瀬を、元首相で社会民主党名誉党首の村山富市や連合傘下の労働組合の一部が支持したため、反自民層は分裂した状態となった。

## 基礎データ
- 選挙事由：任期満了
- 選挙形態：首長選挙
- 告示日：2015年3月26日
- 投票日：2015年4月12日（大分県議会議員選挙の投票も同時実施）
- 有権者数：974,477名（2017年3月2日現在）

## 立候補者
立候補を届け出たのは以下の5名。
- 凡例：自民党=自由民主党、共産党=日本共産党

| 候補者名 | 年齢 | 党派   | 新旧 | 推薦・支持党派             | 備考                                                     |
| -------- | ---- | ------ | ---- | -------------------------- | -------------------------------------------------------- |
| 広瀬勝貞 | 72   | 無所属 | 現職 | （推薦）自民党県連・公明党 | 九州地方知事会長（元）経済産業事務次官、通産省大臣官房長 |
| 山下魁   | 38   | 共産党 | 新人 |                            | 党県常任委員（元）日本民主青年同盟県委員長               |
| 箕迫高明 | 65   | 無所属 | 新人 |                            | 造園業・国際支援NGO会員                                  |
| 釘宮磐   | 67   | 無所属 | 新人 | （支援）民主党             | （元）大分市長・衆院議員・参院議員・県議                 |
| 池崎八生 | 61   | 無所属 | 新人 |                            | （元）大分大学教育福祉科学部准教授                       |

出典：“候補者・開票情報：大分県知事選”.   朝日新聞. 2015年4月11日閲覧。“現新5氏　舌戦開始　知事選告示”. 朝日新聞（大分県版）. (2015年3月27日) 2015年4月11日閲覧。

## 選挙結果
現職知事である広瀬勝貞が釘宮磐などを大差で制して4選を果たす結果となった。当選した広瀬は、経済界を中心とした幅広い組織を構築して県内全域で支持を集めた。敗れた釘宮は民主党の支援を受けたが、出馬表明が1月下旬と遅かったことが影響して広がりを欠いた他、過去の市長選で支援を受けた連合大分傘下労組が広瀬支持と釘宮支持に分裂、社民党が自主投票の方針を採った結果、地盤としていた大分市でも広瀬に後れをとる結果となった。投票率は57.82%で過去最低だった前回選挙比で1.38%ポイントと僅かながらも、16年ぶりに上昇する結果となった。
なお、釘宮の県知事選転出に伴って2015年4月26日に大分市長選挙が行われた。県知事選と同じく与野党対決となったこの選挙では、自民党等が推薦する佐藤樹一郎が民主党等が支援する椋野美智子を破って初当選。大分市では40年にわたって続いた非自民系市長が途絶えることになった。
※当日有権者数：960,507人 最終投票率：57.82%（前回比：+1.38pts）
| 候補者名 | 年齢 | 所属党派 | 新旧別 | 得票数    | 得票率 | 推薦・支持     |
| -------- | ---- | -------- | ------ | --------- | ------ | -------------- |
| 広瀬勝貞 | 72   | 無所属   | 現職   | 342,583票 | 62.2%  | 自民党・公明党 |
| 釘宮磐   | 67   | 無所属   | 新人   | 178,277票 | 32.4%  | 民主党         |
| 山下魁   | 38   | 共産党   | 新人   | 26,214票  | 4.8%   |                |
| 箕迫高明 | 65   | 無所属   | 新人   | 2,091票   | 0.4%   |                |
| 池崎八生 | 61   | 無所属   | 新人   | 1,855票   | 0.3%   |                |

出典：“第18回統一地方選挙に関する情報”.   大分県選挙管理委員会 (2015年4月13日). 2015年4月17日閲覧。“NHK統一地方選2015 大分県知事選”.   NHK (2015年4月13日). 2015年4月18日閲覧。